# Tetrastigma gilgianum
Tetrastigma gilgianum är en vinväxtart som beskrevs av Carl Karl Adolf Georg Lauterbach. Tetrastigma gilgianum ingår i släktet Tetrastigma och familjen vinväxter. Inga underarter finns listade i Catalogue of Life.